# Herdorf
Herdorf è una città di 6 615 abitanti della Renania-Palatinato, in Germania.

È parte del circondario di Altenkirchen (Westerwald) e della comunità amministrativa (Verbandsgemeinde) di Daaden-Herdorf.

## Amministrazione
Herdorf, dal 1º luglio 2014 si è unita al comune di Daaden per formare la Verbandsgemeinde Herdorf-Daaden.

### Gemellaggi
Herdorf è gemellata con:
- Saint-Laurent-du-Pont, dal 1982